# Fotonal
Fotonal – środek do płukania negatywu w fotografii tradycyjnej (kąpiel płucząco-zmiękczająca do negatywów czarno-białych). Fotonal zawiera środki powierzchniowo czynne wspomagające proces suszenia negatywu po obróbce.